# Titularbistum Lydda
Lydda ist ein Titularbistum der römisch-katholischen Kirche. Es geht zurück auf ein untergegangenes Bistum in der antiken Stadt Diospolis, später Lydda oder Georgioupolis genannt, heute Lod in Israel, das zur Kirchenprovinz Caesarea gehörte. Von 1916 bis 1925 wurde es auch Lydda seu Diospolis genannt.
| Titularbischöfe von Lydda                           | |                                                 |                                                  |
| Name                                                | Amt | von                                             | bis                                              |
| Andreas                                             | Weihbischof in Breslau                                                                                            | 1295, 1296                                      |                                                  |
| Conradus                                            | OCarm | 1411                                            | 1430                                             |
| Goswinus                                            | folgte nach dem Tod des Conrad, Doktor der Medizin, Kanoniker von Zagreb                                          | 1430                                            |                                                  |
| Lope de Causeco                                     | OP | 29. Januar 1452                                 |                                                  |
| Benedikt Siebenhirter                               | OSB, Weihbischof in Passau (Deutschland)                                                                          | 20. November 1452                               | † 10. Mai 1458                                   |
| Domenico de Imola                                   | | 1478                                            |                                                  |
| Augustine Church                                    | | 12. Mai 1488                                    |                                                  |
| Alexandre de Bourbon                                | OSB | 14. Februar 1502                                |                                                  |
| Nicolaus de Braciano                                | OSA | 29. April 1504                                  | † 1509                                           |
| Hermanus Nigenbroch                                 | OP | 7. November 1509                                | 1511                                             |
| Petrus Antonii                                      | | 18. Juli 1511                                   | † 1515                                           |
| Roger Smith                                         | | 1513                                            | † 1518                                           |
| Heinrich von Hattingen                              | OCarm, Weihbischof in Minden (Deutschland)                                                                        | 10./15. Dezember 1515                           | † 1519                                           |
| Giovanni Brainfort                                  | OSB | 26. Februar 1517                                | † 1521                                           |
| Thomas Bele                                         | | 7. Juni 1521                                    | † 1524                                           |
| Pompejus de Musachis /Pompeo Musacchi               | Weihbischof im Bistum Parma                                                                                       | 11. Mai 1524                                    |                                                  |
| Ottaviano                                           | | 1529                                            |                                                  |
| John Holt                                           | | 1530                                            | † 12. August 1540                                |
| Marcus Tettinger                                    | Weihbischof in Basel (Deutschland)                                                                                | 10./21. Dezember 1568                           | † 20. Februar 1600                               |
| Georg Scultetus/Schulz                              | Weihbischof in Breslau (Böhmen)                                                                                   | 3. März 1602 (ernannt)/6. Januar 1604 (geweiht) | † 17. September 1613                             |
| Franz Weinhart/Weinhardt                            | Weihbischof in Regensburg (Deutschland)                                                                           | 26. Februar 1663/8. April 1663 (geweiht)        | † 22. Juni 1686                                  |
| Francisco Varo                                      | OP, Ernennung trat nicht in Kraft                                                                                 | 5. Februar 1687                                 | -                                                |
| Giovanni Bortone                                    | | 1. Januar 1728                                  | 22. Juli 1729                                    |
| Giovanni Battista Bruni (Filippo di Santa Caterina) | Weihbischof in Sabina (Italien)                                                                                   | 5. August 1765                                  | † 21. September 1771                             |
| Johann Baptist Joseph Göbel                         | Weihbischof in Basel (Schweiz)                                                                                    | 29. Februar 1772                                | 7. November 1793 (oder 13. April 1791 abgesetzt) |
| Anselmo Basilici                                    | Koadjutorbischof von Sabina (Italien), 1818 zum Bischof von Nepi und Sutri ernannt                                | 19. Dezember 1814                               | 25. Mai 1818                                     |
| Francesco Pichi                                     | 1827 zum Bischof von Tivoli ernannt                                                                               | 25 May 1818                                     | 21 May 1827                                      |
| Robert Gradwell                                     | Koadjutor-Apostolischer Vikar von London-District (England)                                                       | 17. Juni 1828                                   | † 15. März 1833                                  |
| Henri Monnier                                       | Weihbischof in Cambrai (Frankreich)                                                                               | 23. Februar 1872                                | 28. November/1. Dezember 1916                    |
| Bernard Nicholas Ward                               | Apostolischer Administrator von Brentwood (England), wurde 1917 zum Bischof von Bretwood ernannt                  | 22. März 1917                                   | 20. Juli 1917                                    |
| Patrice Alexandre Chiasson                          | CIM, Apostolischer Vikar von Golfe St-Laurent (New Brunswick, Kanada), 1920 zum Bischof von Chatham ernannt       | 27. Juli 1917                                   | 9. September 1920                                |
| Michele Cerrati                                     | | 15. September 1920                              | † 21. Februar 1925                               |
| John J. Monaghan                                    | emeritierter Bischof von Wilmington (Delaware, USA)                                                               | 10. Juli 1925                                   | † 7. Januar 1935                                 |
| William Richard Griffin                             | Weihbischof in La Crosse (Wisconsin, USA)                                                                         | 9. März 1935                                    | † 18. März 1944                                  |
| Girolamo Bartolomeo Bortignon                       | OFMCap, Apostolischer Administrator von Belluno-Feltre (Italien), 1945 zum Bischof von Belluno und Feltre ernannt | 4. April 1944                                   | 9. September 1945                                |
| Lawrence Shehan                                     | Weihbischof in Baltimore (Maryland, USA), 1953 zum Bischof von Bridgeport ernannt                                 | 17. November 1945                               | 25. August 1953                                  |
| Frédéric Duc                                        | emeritierter Bischof von Saint-Jean-de-Maurienne (Frankreich)                                                     | 11. Januar/11. Februar 1954                     | 10. Dezember 1970 (resignierte das Amt)          |
| Marcelino Sérgio Bicego                             | OFMCap, Prälat von Carolina (Brasilien)                                                                           | 6. August 1971                                  | 26. Mai 1978 (resignierte das Amt)               |
| Jean-Baptiste Gourion                               | OSB, Weihbischof in Jerusalem (Palästina) (Israel)                                                                | 14. August 2003                                 | † 23. Juni 2005                                  |
| William Hanna Shomali                               | Weihbischof in Jerusalem (Palästina) (Israel)                                                                     | 31. März 2010                                   |                                                  |